# El sexto sentido
El sexto sentido és una pel·lícula avantguardista i experimental espanyola dirigida per Nemesio Manuel Sobrevila a Madrid en 1929. Va ser rodada entre l'1 d'abril i el 31 de maig d'aquest any a Madrid i el seu procés final es va desenvolupar al laboratori Ardavín.

## Anàlisi
Suposa una aportació a l'avantguarda cinematogràfica, no exempta de crítica als seus postulats més radicals, sobre la base d'un argument folletinesco, però trencant les convencions més conservadores i maniquees en una línia de crítica social. Sobrevila intenta conjugar les innovacions formals del cinema d'avantguarda amb el costumisme que pogués connectar amb el públic i generar una indústria.
En ell es reivindica al cineasta com a creador i es planteja una reflexió sobre les propostes del cinema avantguardista: cinema impressionista, cubista, dadaista, poema visual urbà (d'arrel cubista), expressionista, abstracte, surrealista…, moviments cinematogràfics sobre els quals Nemesio Sobrevila demostra estar molt al punt.

## Repartiment
- Kamus: Ricardo Baroja
- Carmen: Antonia Fernández Ardavín
- Padre de Carmen: Faustino Bretaño
- Carlos, el optimista: Enrique Durán
- León, el pesimista: Eusebio Fernández Ardavín
- Portera: María Anaya
- Luisa: Gher Paj (Gertrudis Pajares)
- Ricachón calvo: Francisco Martí